# Hagnagora flavior
Hagnagora flavior är en fjärilsart som beskrevs av Thierry-mieg 1910. Hagnagora flavior ingår i släktet Hagnagora och familjen mätare. Inga underarter finns listade i Catalogue of Life.